# Chesty Morgan
Chesty Morgan (egentligen Liliana Wilczkowska (enligt vissa källor Ilona W.)), född 1937 i Polen, är en polsk-amerikansk danserska och skådespelerska känd för sin omfångsrika byst. 
Hon flyttade till Israel på grund av judarnas situation i Polen och det var där hon träffade sin första man, en amerikansk turist, på 50-talet och flyttade med honom till USA. De fick två döttrar. Maken blev dödad av en rånare 1965 och för att försörja sin familj började hon, först motvilligt, arbeta som strippa. Hon blev snart populär på nattklubbar i Boston. 1974 gifte hon sig i Florida med baseballdomaren Dick Stello. De skilde sig 1979 men förblev vänner till hans död 1987. 
Hon hade också en kort filmkarriär på 1970-talet, då hon lanserades i Doris Wishmans exploitationfilm Double Agent 73 (1974). Siffran 73 anspelar på hennes bystmått, 73FF. I filmen spelar hon en hemlig agent som har en dold kamera inopererad i ena bröstet. Filmen följdes av Deadly Weapons, ännu en anspelning på hennes bröst, som hon i filmen använder för att kväva ihjäl män som hämnd för att de dödat hennes man. Hon medverkade även i Federico Fellinis film Casanova, men hennes scen klipptes bort ur filmen. Hon har sedan lämnat det offentliga livet, men hennes filmer har fått ny popularitet efter att ha släppts på DVD och möjligen eftersom en komisk scen i John Waters film Serial Mom (1994) involverar en person som tittar på Double Agent 73.
Vid sidan av sin stripp- och filmkarriär har hon ägnat sig åt investeringar. I en intervju från 1987 sade hon att hon, trots att hon hade pengar och bodde i ett fint hus med swimmingpool i St Petersburg, Florida, fortsatte strippa för att hon tyckte om det och det fick henne att känna sig ung. Enligt en senare artikel dansade hon för sista gången 1991 i Houston.